# Stracittà
Stracittà era un movimento letterario italiano del Novecento che propugnava la sprovincializzazione della cultura italiana e sosteneva il rapporto tra fascismo e mondo moderno. Si opponeva al movimento Strapaese, difendendo e propugnando industrializzazione e urbanizzazione.
Organo di Stracittà fu per un certo tempo la rivista "900", Cahiers d'Italie et d'Europe, fondata nel 1926 da Massimo Bontempelli e Curzio Malaparte. La rivista era redatta in francese e fra gli autori che collaborarono ci furono italiani (Corrado Alvaro, Bruno Barilli, Emilio Cecchi, Alberto Spaini) ma anche stranieri (Blaise Cendrars, James Joyce, Il'ja Grigor'evič Ėrenburg, Ramón Gómez de la Serna).